# Schifoan
Schifoan (standarddeutsch Skifahren; österr. Schifahren) ist ein Lied des Austropop-Interpreten Wolfgang Ambros.

## Hintergrund
„Schifoan“ wurde kurz vor Weihnachten 1976 als Single veröffentlicht und war zunächst nicht besonders erfolgreich. Die Beliebtheit, der sich der Song jedoch bald beim Publikum des Après-Ski in Skihütten und Diskotheken erfreute, machte die Nummer zum heimlichen Hit, was Ambros erst bewusst wurde, als die Fans – auch in Deutschland – bei seiner nächsten Tournee immer wieder danach verlangten. Er selbst hatte den Titel ursprünglich gar nicht ins Programm aufgenommen.
Ambros besingt das „Schifoan“ im Stubaital und in Zell am See als „des Leiwandste, was ma si nur vorstö'n kann“ (standarddt. das Großartigste, das man sich nur vorstellen kann). Das Lied gilt als österreichische „Wintersport-Hymne“.
„Schifoan“ war zudem Teil des Musicals Der Watzmann ruft.

## Coverversionen
Im Jahre 1983 veröffentlichte Daniele Cimitan die Coverversion Mare, der im darauffolgenden Jahr das Album A Modo Mio mit weiteren ins Italienische übersetzten Liedern von Ambros folgte.
Eine weitere Interpretation des Liedes gibt es von Austrofred.
Die Wiener Metal-Band Alkbottle veröffentlichte in den 1990er-Jahren eine Parodie mit dem Namen Schiffn (umgangssprachlich für urinieren) auf dem Album „Blader, fetter, lauter“. Dort lautet der Refrain: „Schiffn is des leiwandste wenn ma si wo hinstöön konn“ (Pinkeln ist das Schönste, wenn man sich wo hinstellen kann).